# Hydroptila palestinae
Hydroptila palestinae är en nattsländeart som beskrevs av Lazar Botosaneanu och Gasith 1971. Hydroptila palestinae ingår i släktet Hydroptila och familjen smånattsländor. Inga underarter finns listade i Catalogue of Life.